# Metal Gear
Metal Gear (メタルギア, Metaru Gia), prvi nastavak iz serijala igara Metal Gear Solid. Metal Gear je svoju priliku dobio na MSX2 konzoli, 1987. godine, kako u Japanu tako i u Europi. Kasnije je igra prebačena i na Nintendo Entertainment System kako bi doživjela komercijalni uspjeh i u Sjevernoj Americi.
Kasnije je izdano još mnogo drugih verzija te igre, a jedna se može naći i kao bonus dodatak igri Metal Gear Solid 3: Subsistence. ( u kompletu sa svojim nasljednikom Metal Gear 2: Solid Snake )

## Datumi izlaska igre
- 7. srpanj 1987. — MSX2 (Japan)
- 1987. — MSX2 (Europa)
- 22. prosinac 1987. — Nintendo Family Computer (Japan)
- Lipanj, 1988. — Nintendo Entertainment System (Sjeverna Amerika)
- 1989. — Nintendo Entertainment System (Europa)
- 30. kolovoz 1990. — IBM PC (Sjeverna Amerika)
- 1990. — Commodore 64 (Sjeverna Amerika)
- 11. ožujak 2004. — Nintendo GameCube (kao dodatak igri Metal Gear Solid: The Twin Snakes - Premium Package) (Japan)
- 18. kolovoz 2004. — Mobilni telefon (Japan)
- 22. prosinac 2005. — PlayStation 2 (kao dodatak igri Metal Gear Solid 3: Subsistence) (Japan)
- 14. ožujak 2006. — PlayStation 2 (kao dodatak igri Metal Gear Solid 3: Subsistence) (Sjeverna Amerika)
- 12. lipanj 2008. - PlayStation 3 - Metal Gear Solid 4: Guns of the Patriots
- 17. lipanj 2010. - PlayStation Portable - Metal Gear Solid: Peace Walker

## Glavni likovi
- Solid Snake - Glavni lik u igri. Jedan od najnovijih članova grupe FOXHOUND.
- Big Boss - Vođa FOXHOUNDa i Solid Snakeov nadređeni. On daje Solid Snakeu sve potrebne informacije, oružja i svu opremu kako bi izvršio svoju misiju.
- Diane
- Dr. Petrovich
- Jennifer
- Gray Fox - Član FOXHOUNDa s najvećim mogućim rankom unutar same grupe, Fox. Biva zarobljen tijekom svoje misije u Outer Heavenu, ali ga Snake spašava.
- Schneider
- Ellen

## Oružja
- Beretta M92F
- Ingram MAC-10
- M79 Grenade Launcher
- RPG-7 Rocket Launcher
- Plastični eksplozivi
- Mine
- RC rakete

## Vanjske poveznice
- Metal Gear Solid: The Unofficial Site
- Metal Gear Solid: Subsequence  Arhivirana inačica izvorne stranice od 5. ožujka 2016. (Wayback Machine)
- Hideo Kojima Blog  Arhivirana inačica izvorne stranice od 3. svibnja 2006. (Wayback Machine)